# 德特勒夫·莱韦
德特勒夫·莱韦（德語：Detlef Lewe，1939年6月20日—2008年10月1日），德国男子皮划艇运动员。他曾代表德国联队、西德参加1960年、1964年、1968年和1972年夏季奥林匹克运动会皮划艇比赛，获得一枚银牌和一枚铜牌。